# S IMMO
S IMMO AG este o societate de investiții imobiliare care investește în imobiliare din Austria, Germania și Europa Centrală și de Est. Valoarea portofoliului său imobiliar se ridică, la sfârșitul anului 2022, la aproape 3,2 miliarde de euro.
Societatea imobiliară este listată la Bursa din Viena din anul 1987.

## Istoric
La data de 19 octombrie 1987, a fost listat primul titlu de valoare imobiliară de la Bursa din Viena – s Immobilien-Fonds Nr. 1, predecesorul participației actuale s-Immo-Invest. În 2002 a avut loc o fuziune între Sparkassen Immobilien Anlagen AG și Die Erste Immobilien AG. În urma unei divizări de capital (1:20), Die Erste Immobilien Aktie a devenit S Immo Aktie, care a fost listată pentru prima oară la Bursa din Viena la data de 28 iunie 2002, cu un nou număr de identificare.
În septembrie 2017, S IMMO Aktie a fost inclusă pentru prima dată în ATX, indicele bursier principal al Bursei din Viena.

## Portofoliu imobiliar
Portofoliul S IMMO AG include proprietăți rezidențiale, birouri, spații comerciale și hoteluri în Austria, Germania, Slovacia, Cehia, Ungaria, România și Croația. La sfârșitul anului 2022, portofoliul imobiliar constă în 364 de bunuri cu o suprafață utilă totală de 1,4 milioane m² și are o valoare de 3.273,8 milioane de euro. După valoarea contabilă, bunurile din Germania reprezintă 38,3 % din portofoliu, imobiliarele din Austria reprezintă 14,5 %, iar bunurile din Europa Centrală și de Est reprezintă 47,2 % din portofoliu. La data de 31 decembrie 2022, 74,8 % din portofoliu consta în proprietăți imobiliare cu destinație comercială, iar 25,2 % în proprietăți imobiliare cu destinație rezidențială. Rata de ocupare la nivelul întregului portofoliu era la 92,6 %. Profitul total al proprietăților închiriate era de 5,8 %.
În România, Sparkassen Immobilien deține centrul comercial Sun Plaza.